# Hyperolius pictus
Espèce
Synonymes
- Hyperolius ngoriensis Ahl, 1931

Statut de conservation UICN

 LC  : Préoccupation mineure
Hyperolius pictus est une espèce d'amphibiens de la famille des Hyperoliidae.

## Répartition
Cette espèce se rencontre entre 1 400 et au moins 2 000 m d'altitude, :
- dans le nord du Malawi ;
- dans le sud-ouest de la Tanzanie ;
- dans le nord-est de la Zambie.

## Publication originale
- Ahl, 1931 : Amphibia, Anura III, Polypedatidae. Das Tierreich, vol. 55, p. 477.